# Јожеф Киприх
Јожеф Киприх (мађ. Kiprich József; Татабања, 6. септембар 1963) је мађарски фудбалски тренер и скаут и бивши играч. За репрезентацију Мађарске је дебитовао 1984. године, а до 1995. године имао је 70 утакмица и постигао је 28 голова. Био је учесник Светског првенства у фудбалу 1986. у Мексику, где Мађарска није успела да напредује из групне фазе. Током своје каријере освојио је два национална првенства, пет националних купова, два суперкупа и два пута је био најбољи стрелац лиге.

## Клупска каријера
Између 1980 — 1989. и 1998 — 2001. године, наступио је на укупно 216. утакмица у мађарском фудбалском првенству и постигао 86. голова за тим Татабања Бањас. Играо је још за Фајенорд, Дел Бош и Апоел

## Репрезентација
Између 1984. и 1995. у репрезентацији је наступио 70 пута и постигао 28 голова. Једна од његових најупечатљивијих утакмица била је утакмица квалификација за Светско првенство против Аустрије 17. априла 1985. у Бечу, где је постигао прва два гола у победи од 3 : 0. Био је члан тима који је учествовао на Светском првенству 1986. у Мексику.

## Тренер
После играчке каријере почео је да ради као скаут и тренер У19: од 2005. Киприх је тражио младе мађарске таленте за Фејенорд и био је тренер У19 тима у Ујпешту.

## Остварења

### Играч
Татабања Бањас
- Прва лига Мађарске у фудбалу
  - 2.:1980/81, 1987/88
  - 3.: 1981/82, 1986/87
  - Најбољи стрелац мађарске лиге: 1984/85. (18. голова) - поделио са Детаријем

Фајенорд
- Ередивизија
  - шампион: 1992/93.
  - 2.: 1993/94.
  - 3.: 1991/92.
- Холандски куп
  - победник: 1991, 1992, 1994, 1995
- Холандски суперкуп
  - победник: 1991.
- Куп победника купова (КПК)
  - полуфинале: 1991/92.
  - четвртфинале:1992/93, 1994/95

Апоел Никозија
- Кипарска Прва лига
  - шампион: 1995/96.
  - Најбољи стрелац кипарске лиге:: 1996. (24. гола)
- Куп Кипра
  - победник: 1996, 1997

### Кренер
Ђирмот
- NB2 група запад
  - шампион: 2008/09.
- Комаром-Естергом I
  - шампион: Вертешселеш ШЕ 2016/17.

## Статистика
| Сезона  | Клуб             | Такмичење          | Ута. | Гол. |
| ------- | ---------------- | ------------------ | ---- | ---- |
| 1980/81 | Татабања Бањас   | НБ 1               | 2    | 0    |
| 1981/82 | Татабања Бањас   | НБ 1               | 19   | 2    |
| 1982/83 | Татабања Бањас   | НБ 1               | 17   | 0    |
| 1983/84 | Татабања Бањас   | НБ 1               | 24   | 8    |
| 1984/85 | Татабања Бањас   | НБ 1               | 26   | 18   |
| 1985/86 | Татабања Бањас   | НБ 1               | 27   | 13   |
| 1986/87 | Татабања Бањас   | НБ 1               | 18   | 10   |
| 1987/88 | Татабања Бањас   | НБ 1               | 24   | 14   |
| 1988/89 | Татабања Бањас   | НБ 1               | 22   | 10   |
| 1989/90 | Татабања Бањас   | НБ 1               | 1    | 0    |
| 1989/90 | Фајенорд         | Ередивизија        | 23   | 5    |
| 1990/91 | Фајенорд         | Ередивизија        | 25   | 7    |
| 1991/92 | Фајенорд         | Ередивизија        | 23   | 9    |
| 1992/93 | Фајенорд         | Ередивизија        | 25   | 18   |
| 1993/94 | Фајенорд         | Ередивизија        | 10   | 3    |
| 1994/95 | Фајенорд         | Ередивизија        | 22   | 11   |
| 1995/96 | АПОЕЛ            | Кипарска Прва лига | 24   | 25   |
| 1996/97 | АПОЕЛ            | Кипарска Прва лига | 17   | 4    |
| 1997/98 | АПОЕЛ            | Кипарска Прва лига | 0    | 0    |
| 1997/98 | ФК Дел Бош       | Ерстедивизија      | 9    | 5    |
| 1998/99 | Татабања Ломбард | НБ 1               | 24   | 17   |
| 1999/00 | Татабања Ломбард | НБ 1               | 24   | 5    |
| 2000/01 | Татабања Ломбард | НБ 1               | 12   | 6    |
| Укупно  | Укупно           | Укупно             | 422  | 196  |